# Марк Ферро
Марк Ферро (фр. Marc Ferro; 24 грудня 1924, Париж — 21 квітня 2021) — французький історик, фахівець з історії Європи початку XX століття, а також історії кіно. Вчений секретар журналу «Аннали» (1964—1969).

## Біографія
Юність майбутнього історика припала на нацистську окупацію. У 1941 році сімнадцятирічного випускника школи, єврея по матері, переправили у «вільну зону», де він продовжив освіту, закінчивши університет Гренобля. Його мати, що залишилася в Парижі, загинула. Під час війни брав участь в русі Опору, входив в партизанський загін на південному сході Франції. Після війни деякий час викладав в Алжирі.
Ферро є керівником досліджень з історії та кіно у французькій Вищій школі соціальних наук. Ферро знімав документальне кіно про тоталітарних диктаторів — Леніна та Гітлера. Вів історичну передачу на французькому телебаченні.
Підписав у 2005 році відому петицію французьких істориків за свободу історії, так звану «Відозву з Блуа».

## Наукова діяльність
Зайнявшись серйозною науковою діяльністю, Ферро став професором і в 1960-х роках спеціалізувався на радянській історії (докторська дисертація на тему російської революції 1917 року).
У методологічному відношенні Ферро належить до прославленої історіографічної школи «Анналів», будучи співредактором журналу, який дав ім'я напрямку, з 1970 року. Анналіст і роблять головний упор на історичну психологію, тобто на вивчення свідомості людей різних епох, їх колективних уявлень (так званих ментальностях).

## Публікації
Хоча Ферро є автором двох десятків книг та монографій, у тому числі про Першу світову війну «Велика Війна 1914—1918», про історію більшовицької та націонал-соціалістичної революцій і про історію кіно, масовому читачеві він відомий за книгою «Як розповідають історію дітям у різних країнах світу» (1981). Її переклади вийшли в Англії, США, Японії, Бразилії, Італії, Португалії, Нідерландах, Німеччині та Іспанії. 
Написана в популярній формі книга «Як розповідають історію дітям у різних країнах світу» піднімає питання викладання історії, пропаганди історичних знань, фальсифікації історії і ставлення до історичної спадщини.
Особливе місце у творчості Ферро займає однотомна «Історія Франції», що вперше вийшла в світ у 2001 р. і витримала кілька перевидань. 